# القانون الأساسي الفلسطيني
القانون الأساسي الفلسطيني ("دستور دولة فلسطين") هو الدستور الحالي لدولة فلسطين وذلك منذ إصداره في 18 مارس 2003.

## تاريخ
بدأت لجنة إعداد وصياغة دستور دولة فلسطين مهامها عام 1999 عقب تكليف من قبل كل من المجلس الوطني الفلسطيني والمجلس التشريعي الفلسطيني واللجنة التنفيذية لمنظمة التحرير الفلسطينية، حيث شكل رئيس السلطة الوطنية الفلسطينية ياسر عرفات اللجنة برئاسة نبيل شعث، وقد بدأت اللجنة عملها باتصالها وتنسيقها مع مؤسسات المجتمع المدني الفلسطيني ومع شخصيات أكاديمية وسياسية وقانونية فلسطينية وعربية ودولية، وعقدت اللجنة ما يزيد عن مائتي اجتماع وورشة عمل.
في نهاية ديسمبر 2000 انتهت اللجنة من عملية إعداد المسودة الأولى لمشروع دستور دولة فلسطين، وقد نُشِرت المسودة في فبراير 2001، ثم تلاها مسودة ثانية.
في 29 مايو 2002 صدر رسميًا ولأول مرة الدستور الفلسطيني عن رئيس السلطة الوطنية الفلسطينية ياسر عرفات تحت اسم "القانون الأساسي الفلسطيني" وبعد إقراره من قبل المجلس التشريعي الفلسطيني.
في 9 مارس 2003 قُدمت المسودة الثالثة للدستور الفلسطيني إلى المجلس المركزي الفلسطيني الذي اعتمدها، ليصدرها رئيس السلطة الوطنية الفلسطينية ياسر عرفات بتاريخ 18 مارس 2003 تحت اسم "القانون الأساسي الفلسطيني المُعدل" وبعد إقرارها من قبل المجلس التشريعي الفلسطيني.
في 13 أغسطس 2005 صدر عن رئيس السلطة الوطنية الفلسطينية محمود عباس تعديلًا لأربعة مواد من "القانون الأساسي الفلسطيني المعدل لعام 2003" بعد إقرار هذه التعديلات من قبل المجلس التشريعي الفلسطيني في جلسته المنعقدة بتاريخ 27 يوليو 2005.

## أبرز مواده
من أبرز ما جاء في القانون الأساسي الفلسطيني المعدل الصادر بتاريخ 18 مارس 2003 وتعديله الوحيد الصادر بتاريخ 13 أغسطس 2005:
- المادة 1: «فلسطين جزء من الوطن العربي الكبير، والشعب العربي الفلسطيني جزء من الأمة العربية والوحدة العربية هدف يعمل الشعب الفلسطيني من أجل تحقيقه».[7]
- المادة 2: «الشعب مصدر السلطات ويمارسها عن طريق السلطات التشريعية والتنفيذية والقضائية على أساس مبدأ الفصل بين  السلطات على الوجه المبين في هذا القانون الأساسي».[7]
- المادة 3: «القدس عاصمة فلسطين».[7]
- المادة 4: «(أ) الإسلام هو الدين الرسمي في فلسطين ولسائر الديانات السماوية احترامها وقدسيتها. (ب) مبادئ الشريعة الإسلامية مصدر رئيسي للتشريع. (ج) اللغة العربية هي اللغة الرسمية».[7]
- المادة 5: «نظام الحكم في فلسطين نظام ديمقراطي نيابي يعتمد على التعددية السياسية والحزبية وينتخب فيه رئيس السلطة الوطنية انتخابًا مباشرًا من قبل الشعب وتكون الحكومة مسؤولة أمام الرئيس والمجلس التشريعي الفلسطيني».[7]
- المادة 23: «المسكن الملائم حق لكل مواطن، وتسعى السلطة الوطنية لتأمين المسكن لمن لا مأوى له».[7]
- المادة 24: «(أ) التعليم حق لكل مواطن، وإلزامي حتى نهاية المرحلة الأساسية على الأقل ومجاني في المدارس والمعاهد والمؤسسات العامة. (ب) تشرف السلطة الوطنية على التعليم كله وفي جميع مراحله ومؤسساته وتعمل على رفع مستواه. (ج) يكفل القانون استقلالية الجامعات والمعاهد العليا ومراكز البحث العلمي، ويضمن حرية البحث العلمي والإبداع الأدبي والثقافي والفني، وتعمل السلطة الوطنية على تشجيعها وإعانتها. (د) تلتزم المدارس والمؤسسات التعليمية الخاصة بالمناهج التي تعتمدها السلطة الوطنية وتخضع لإشرافها».[7]
- المادة 34: «ينتخب رئيس السلطة الوطنية الفلسطينية انتخابًا عامًا ومباشرًا من الشعب الفلسطيني وفقًا لأحكام قانون الانتخابات الفلسطيني».[7]
- المادة 36: «مدة رئاسة السلطة الوطنية الفلسطينية هي أربع سنوات، ويحق للرئيس ترشيح نفسه لفترة رئاسية ثانية على أن لا يشغل منصب الرئاسة أكثر من دورتين متتاليتين».[6]
- المادة 47: «(أ) المجلس التشريعي الفلسطيني هو السلطة التشريعية المنتخبة. (ب) بما لا يتعارض مع أحكام هذا القانون يتولى المجلس التشريعي مهامه التشريعية والرقابية على الوجه المبين في نظامه الداخلي. (ج) مدة المجلس التشريعي أربع سنوات من تاريخ انتخابه وتجري الانتخابات مرة كل أربع سنوات بصورة دورية».[6]
- المادة 47 مكرر: «تنتهي مدة ولاية المجلس التشريعي القائم عند أداء أعضاء المجلس الجديد المنتخب اليمين الدستوري».[6]
- المادة 63: «مجلس الوزراء (الحكومة) هو الأداة التنفيذية والإدارية العليا التي تضطلع بمسؤولية وضع البرنامج الذي تقره السلطة التشريعية موضع التنفيذ، وفيما عدا ما لرئيس السلطة الوطنية من اختصاصات تنفيذية يحددها القانون الأساسي تكون الصلاحيات التنفيذية والإدارية من اختصاص مجلس الوزراء».[7]
- المادة 65: «(أ) فور تكليفه من قبل رئيس السلطة الوطنية الفلسطينية يتولى رئيس الوزراء تشكيل حكومته خلال ثلاثة أسابيع من تاريخ اختياره، وله الحق في مهلة أخرى أقصاها أسبوعان آخران فقط. (ب) إذا أخفق رئيس الوزراء في تشكيل حكومته خلال الأجل المذكور أو لم يحصل على ثقة المجلس التشريعي وجب على رئيس السلطة الوطنية استبداله بآخر خلال أسبوعين من تاريخ إخفاقه أو من تاريخ جلسة الثقة حسب مقتضى الحال، وتنطبق على رئيس الوزراء الجديد الأحكام الواردة في الفقرة (أ) أعلاه».[7]
- المادة 78: «(أ) يتم حجب الثقة عن رئيس الوزراء وحكومته بالأغلبية المطلقة لأعضاء المجلس التشريعي. (ب) يترتب على حجب الثقة عن رئيس الوزراء وحكومته انتهاء ولايتهم. (ج) عند انتهاء ولاية رئيس الوزراء وأعضاء حكومته يمارسون أعمالهم مؤقتا باعتبارهم حكومة تسيير أعمال ولا يجوز لهم أن يتخذوا من القرارات إلا ما هو لازم وضروري لتسيير الأعمال التنفيذية لحين تشكيل الحكومة الجديد».[7]
- المادة 97: «السلطة القضائية مستقلة، وتتولاها المحاكم على اختلاف أنواعها ودرجاتها، ويحدد القانون طريقة تشكيلها واختصاصاتها وتصدر أحكامها وفقاً للقانون، وتعلن الأحكام وتنفذ باسم الشعب العربي الفلسطيني».[7]
- المادة 103: «(أ) تشكل محكمة دستوريه عليا بقانون وتتولى النظر في: [1] دستورية القوانين واللوائح أو النظم وغيرها [2] تفسير نصوص القانون الأساسي والتشريعات. (ب) يبين القانون طريقة تشكيل المحكمة الدستورية العليا، والإجراءات الواجبة الإتباع، والآثار المترتبة على أحكامها».[7]
- المادة 115: «يعمل بأحكام هذا القانون الأساسي مدة المرحلة الانتقالية ويمكن تمديد العمل به إلى حين دخول الدستور الجديد للدولة الفلسطينية حيز التنفيذ».[7]
- المادة 120: «لا تعدل أحكام هذا القانون الأساسي المعدل إلا بموافقة أغلبية ثلثي أعضاء المجلس التشريعي الفلسطيني».[7]